# Goldenes Rechteck
Ein Goldenes Rechteck ist ein Rechteck, dessen Seitenverhältnis der beiden Seiten {\displaystyle a} und {\displaystyle b} dem Goldenen Schnitt entspricht.
Dabei gilt für die Seitenverhältnisse
{\displaystyle a:b=(a+b):a}.
Eine markante Eigenschaft dieser geometrischen Figur ist: Entfernt man einen quadratischen Abschnitt, entsteht wiederum ein Goldenes Rechteck.

## Konstruktionen und Eigenschaften

Bild 2: Goldenes Rechteck im Quadrat mit Seitenlänge a

Bild 1: Konstruktion eines Goldenen Rechtecks aus einem Quadrat

Bild 9
Bild 10
Bild 11
Bild 12
Bild 13

- Die wohl einfachste Konstruktion erhält man, indem man mit einem Quadrat beginnt (Bild 1) und dieses zu einem Goldenen Rechteck ausbaut. Hierzu wählt man zunächst ein paralleles Seitenpaar des Quadrates aus und konstruiert dessen Seitenmitten. Dann verlängert man das Seitenpaar auf einer Seite des Quadrates und zeichnet um die Seitenmitte einen Kreis, der durch die der Seitenmitte gegenüberliegenden Eckpunkte des Quadrats geht. Dieser Kreis schneidet die Verlängerung der Quadratseite im Eckpunkt des Goldenen Rechtecks. Den zweiten Eckpunkt erhält man, indem man eine analoge Konstruktion mit der zweiten Seitenmitte durchführt oder indem man dem ersten Eckpunkt des Goldenen Rechtecks eine Senkrechte errichtet, die die zweite Seitenverlängerung des Quadrates schneidet.

- Die Seiten eines Quadrats (Bild 2) werden so im Goldenen Schnitt geteilt, dass an dem einen gegenüberliegenden Eckenpaar nur die kürzeren Seitenabschnitte anliegen und an dem anderen nur die längeren Seitenabschnitte. Die vier Teilungspunkte auf den Quadratseiten bilden nun ein Goldenes Rechteck.

Bild 4: Iteration Goldener Rechtecke mit Diagonalen

Bild 3: Iteration Goldener Rechtecke mit Umkreisen der quadratischen Abschnitte

- Das kleinere Goldene Rechteck, welches nach Entfernen des quadratischen Abschnitts aus dem ursprünglichen Goldenen Rechteck entsteht, lässt sich wieder in ein Quadrat und ein Goldenes Rechteck aufteilen. Setzt man dieses Verfahren unendlich oft fort, so entarten die immer kleiner werdenden Goldenen Rechtecke im Grenzfall zu einem Punkt.

Dieser Punkt hat folgende Eigenschaften: Er ist gemeinsamer
- Schnittpunkt der rot markierten Umkreise aller Quadrate (Bild 3),
- Schnittpunkt der rot markierten Diagonalen aller Goldenen Rechtecke (Bild 4),
- Schnittpunkt der blau markierten Diagonalen aller Figuren, die jeweils aus einem Quadrat und einem mit der kleineren Seite anliegenden Goldenen Rechteck zusammengesetzt sind,
- Scheitel von insgesamt acht benachbarten 45°-Winkeln, die von den Diagonalen eingeschlossen werden, wobei die roten und die blauen Diagonalen jeweils orthogonal zueinander sind.

Bild 6: Approximation der Goldenen Spirale

Bild 5: Konstruktion eines Goldenen Rechtecks aus einem Fünfeck

- In einem regulären Fünfeck (Bild 5) teilen sich die Diagonalen gegenseitig im Goldenen Schnitt. Diese Eigenschaft lässt sich ebenfalls zur Konstruktion eines Goldenen Rechtecks verwenden. Zunächst konstruiert man ein reguläres Fünfeck mit Seitenlänge {\displaystyle a} samt zwei seiner sich überschneidenden Diagonalen. Nun nimmt man eine der Diagonalen als die Grundseite des Rechtecks und errichtet an ihren Enden jeweils eine zu ihr senkrechte Strecke der Länge {\displaystyle a,} so erhält man ein Goldenes Rechteck.

- Die Tatsache, dass ein Goldenes Rechteck sich aus einem Quadrat und einem weiteren Goldenen Rechteck zusammensetzt, kann man verwenden, um ein gegebenes Goldenes Rechteck spiralförmig (Bild 6) in eine unendliche Folge von Quadraten zu zerlegen. Zeichnet man in diese Quadrate jeweils aneinandergrenzende Viertelkreise, so erhält man eine aus immer kleiner werdenden Viertelkreisen zusammengesetzte ebene Spirale. Besitzt das Ausgangsrechteck hierbei die Seitenlängen 1 und {\displaystyle \Phi ={\tfrac {1+{\sqrt {5}}}{2}}} so bildet diese Spirale eine relativ genaue Approximation der Goldenen Spirale

Bild 7: Ineinander liegende Goldene Rechtecke

- Vier kongruente rechtwinklige Dreiecke, deren eine Kathete jeweils doppelt so lang ist wie die andere, lassen sich so wie in Bild 7 anordnen.

O. B. d. A. habe die kleinere Kathete die Länge 1 und die größere Kathete die Länge 2.
Demnach gilt im großen Rechteck
{\displaystyle \left(1+{\sqrt {5}}\right):2=\Phi }
und im kleinen Rechteck
{\displaystyle 2:\left({\sqrt {5}}-1\right)={\frac {2}{{\sqrt {5}}-1}}={\frac {2\left({\sqrt {5}}+1\right)}{4}}={\frac {{\sqrt {5}}+1}{2}}=\Phi },
also handelt es sich in beiden Fällen um Goldene Rechtecke.

Bild 8:Dreiecksspiralen bei Goldenen Rechtecken

- Wiederholt man das Verfahren mit dem kleineren der beiden Rechtecke und setzt diesen Prozess unendlich fort, so entstehen vier unendliche konvergente Reihen aus ähnlichen rechtwinkligen Dreiecken, deren Grenzwerte identisch sind und jeweils spiralförmig die gesamte Fläche des großen Rechtecks ausfüllen. Die Flächenmaßzahlen der mittleren Rechtecke konvergieren hierbei gegen Null (Bild 8).

Jede dieser vier Dreiecksspiralen hat die Flächenmaßzahl
{\displaystyle A=2\left(1+{\sqrt {5}}\right):4=\Phi },
die somit identisch mit dem Goldenen Schnitt ist.
- Bestimmte Kreispackungen im Rechteck weisen Zusammenhänge mit dem Goldenen Schnitt auf. Hierzu wird eine aus fünf Kreisen bestehende Kreispackung betrachtet (Bild 9):

a sei der Radius des grünen Kreises,
die beiden roten Kreise haben jeweils den Radius 1,
die beiden blauen Kreise haben jeweils den Radius b,
c sei der Abstand zwischen dem Mittelpunkt des linken roten und oberen blauen Kreises (Bild 10).
Für a, b und c erhält man das nicht-lineare Gleichungssystem:
{\displaystyle a+2b=1}
{\displaystyle c=a+1}
{\displaystyle c^{2}+(a+b)^{2}=(1+b)^{2}}
mit der Lösung
{\displaystyle a={\sqrt {5}}-2}
{\displaystyle b={\frac {3-{\sqrt {5}}}{2}}}
{\displaystyle c={\sqrt {5}}-1}.
Aus dieser Lösung resultieren drei Goldene Rechtecke innerhalb der gegebenen Kreispackung:
Rechteck 1 hat die Seitenlängen 2 und c und ist wegen {\displaystyle {\frac {2}{c}}=\Phi } ein Goldenes Rechteck (Bild 11).
Rechteck 2 hat die Seitenlängen c und 2b und ist wegen {\displaystyle {\frac {c}{2b}}=\Phi } ein Goldenes Rechteck (Bild 12).
Rechteck 3 hat die Seitenlängen 2a+2b und 2b und ist wegen {\displaystyle {\frac {2a+2b}{2b}}=\Phi } ein Goldenes Rechteck (Bild 13).
- Bild 9
- Bild 10
- Bild 11
- Bild 12
- Bild 13